# 北阿拉巴馬大學
北阿拉巴馬大學（University of North Alabama，簡稱UNA）位於美國阿拉巴馬州弗洛倫斯。大學成立於1830年，為全美歷史最悠久的州立大學之一。全美東半部第一所州政府支持的教師大學，也是全美首所發展成為地區型綜合大學。
2022年美國公立大學中排名第＃9，《美國新聞與世界報導》名列在“南部地區”大學總和排名中第＃25；大學中最佳教學品質院校第＃21；最值得攻讀的最佳大學第＃41；最受退伍軍人喜愛的大學第＃8。
美國 Get Educated 學術調查機構全美最值得攻讀之EMBA 第10名。
https://www.usnews.com/best-colleges/university-of-north-alabama-1016/overall-rankings （页面存档备份，存于）

## 歷史
北阿拉巴馬大學最早成立於1830年1月11日
當時名為拉格朗日學院（LaGrange College）
在阿拉巴馬州富蘭克林縣以南幾英里的偏東北的小村莊
拉格朗日是法文中”地方”的意思
在第十一屆年度會議的阿拉巴馬法案中
有二十一位受託人被列入為學校董事
在1855年拉格朗日學院變成佛羅倫薩衛斯理大學
也就是現在的北阿拉巴馬大學

## 學園景觀

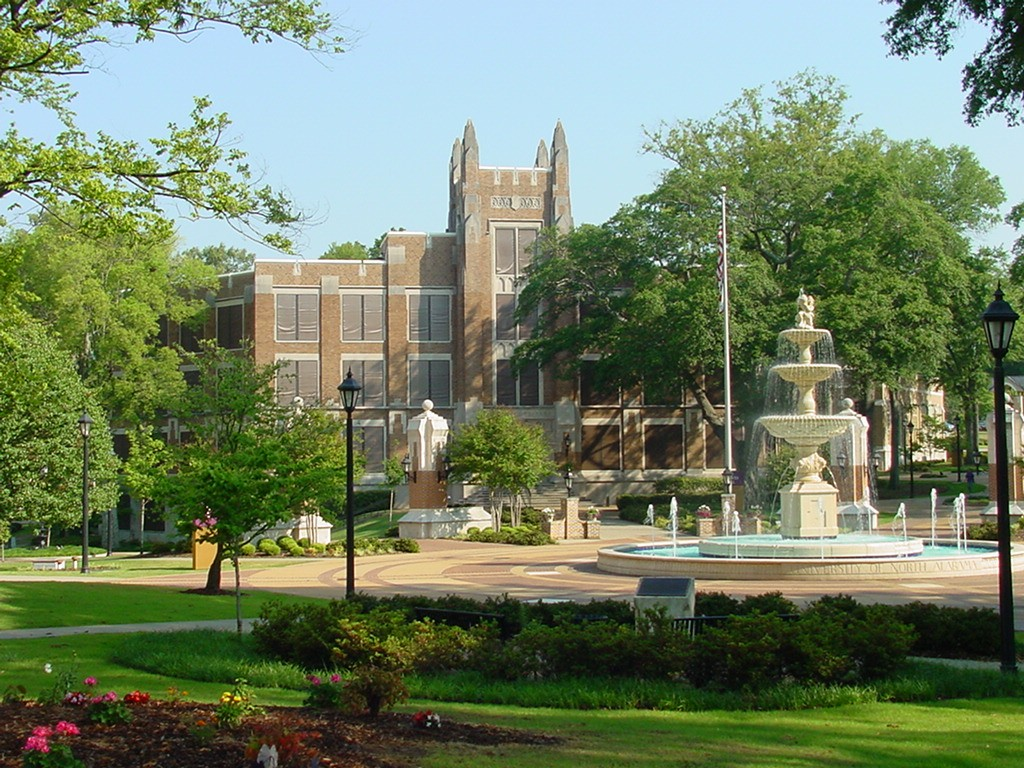
勞拉·哈里森喷泉廣場 (Laura Harrison Plaza)
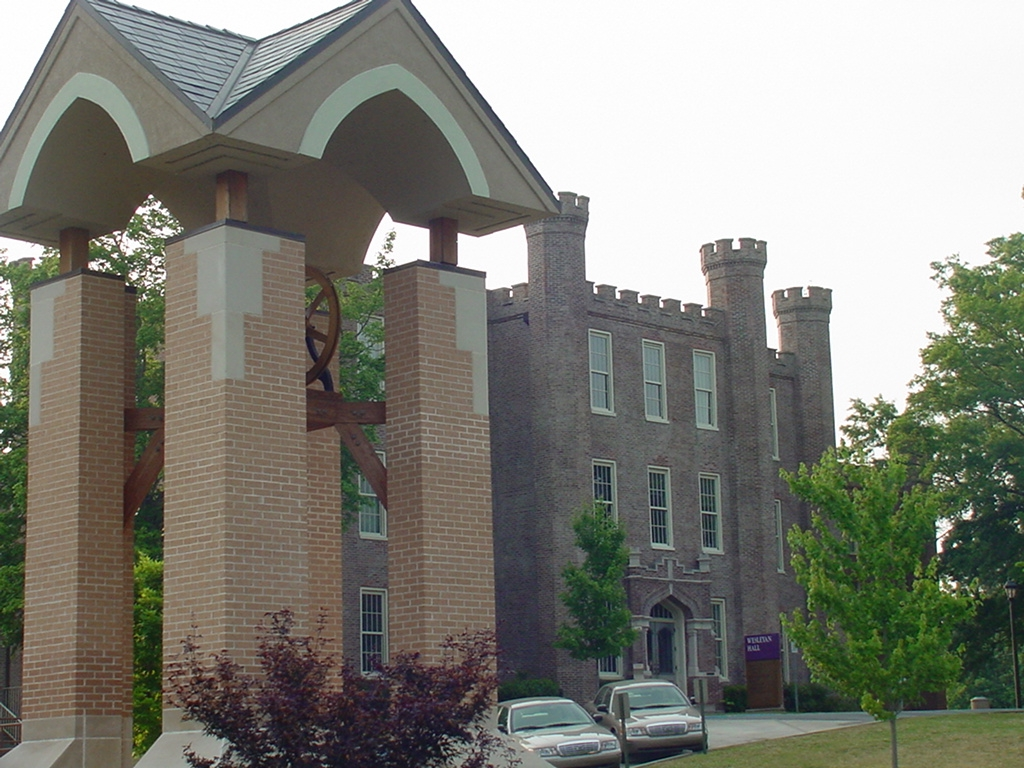
衛斯理地理语言学院堂和希望钟鐘 (Wesleyan Hall and Bell)
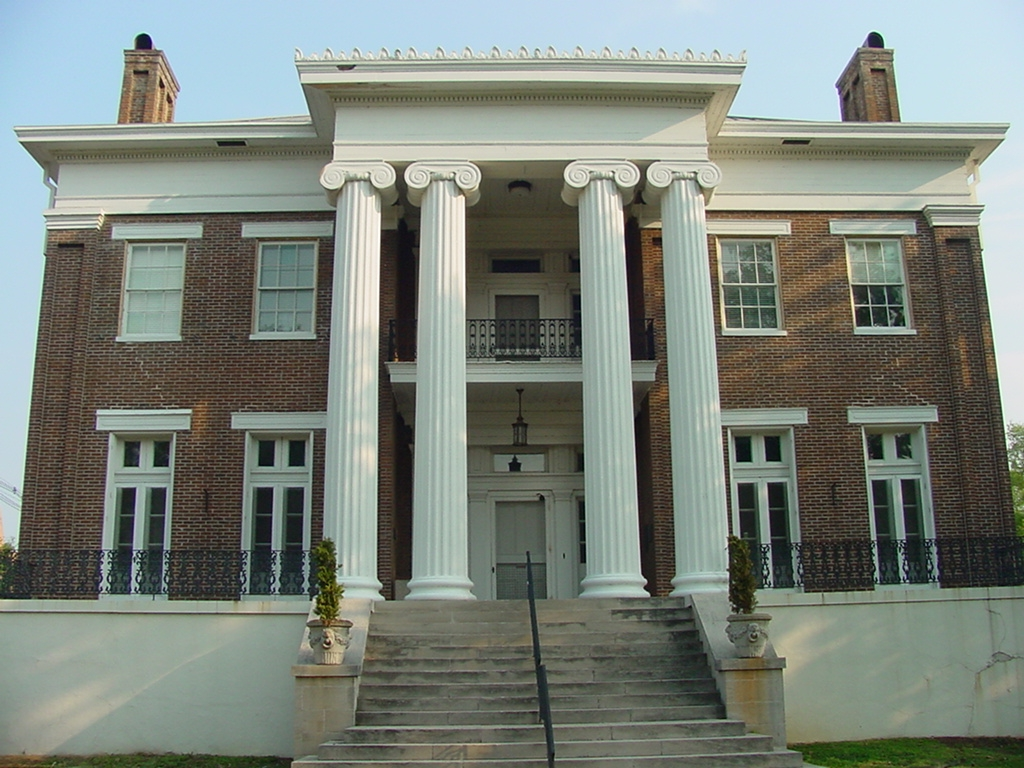
羅傑斯廳-園景 (Rogers Hall -Courtview)
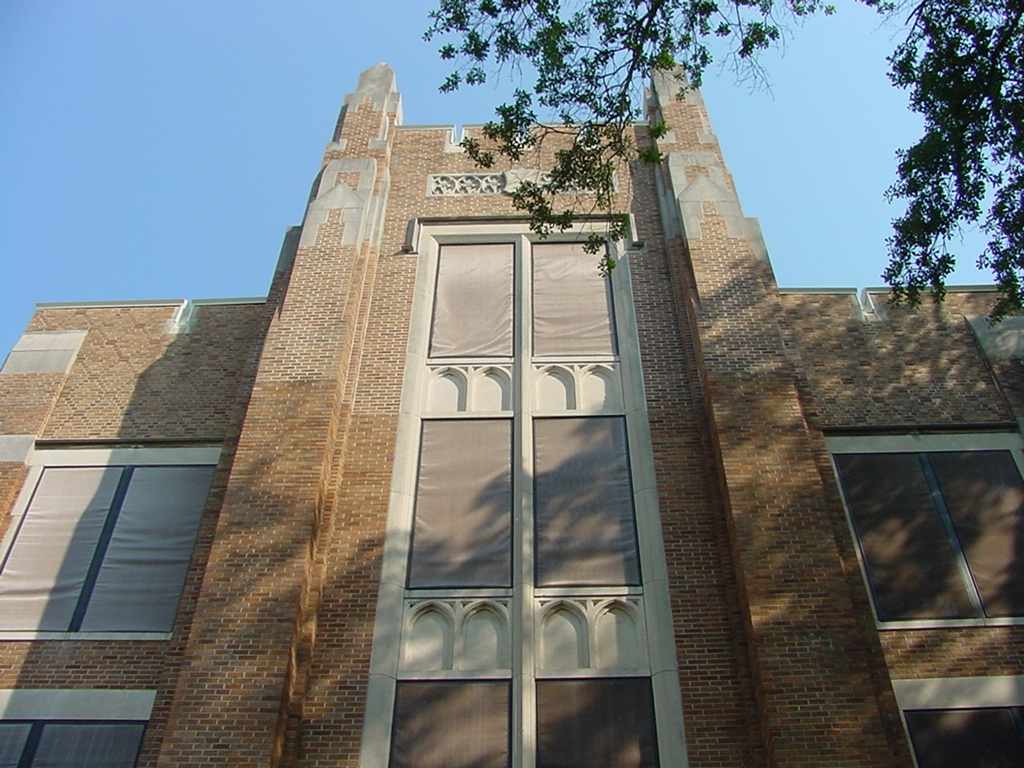
比伯格雷夫斯廳 (Bibb Graves Hall)
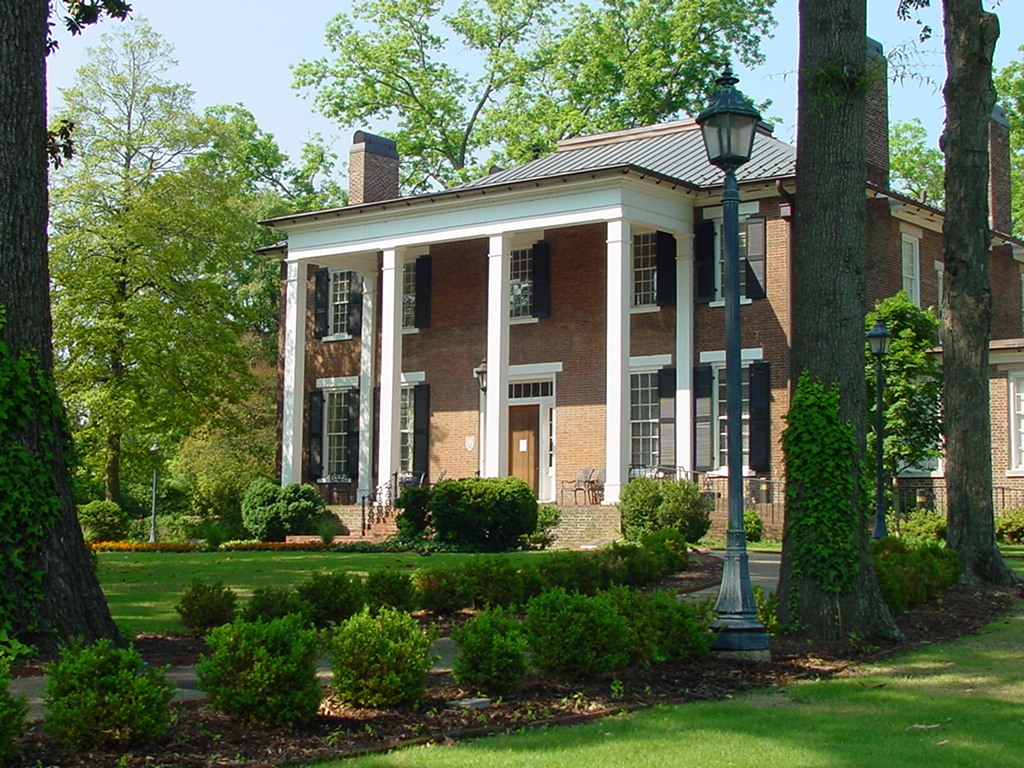
科比館 (Coby Hall)
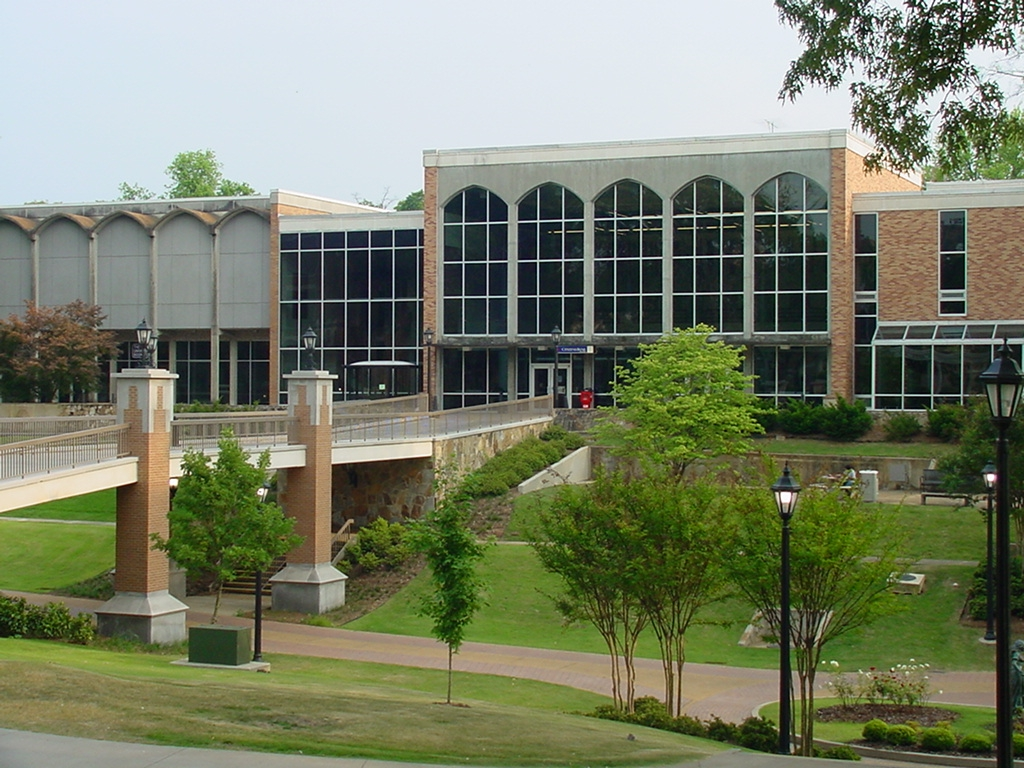
紀樂大學中心 (The Guillot University Center)
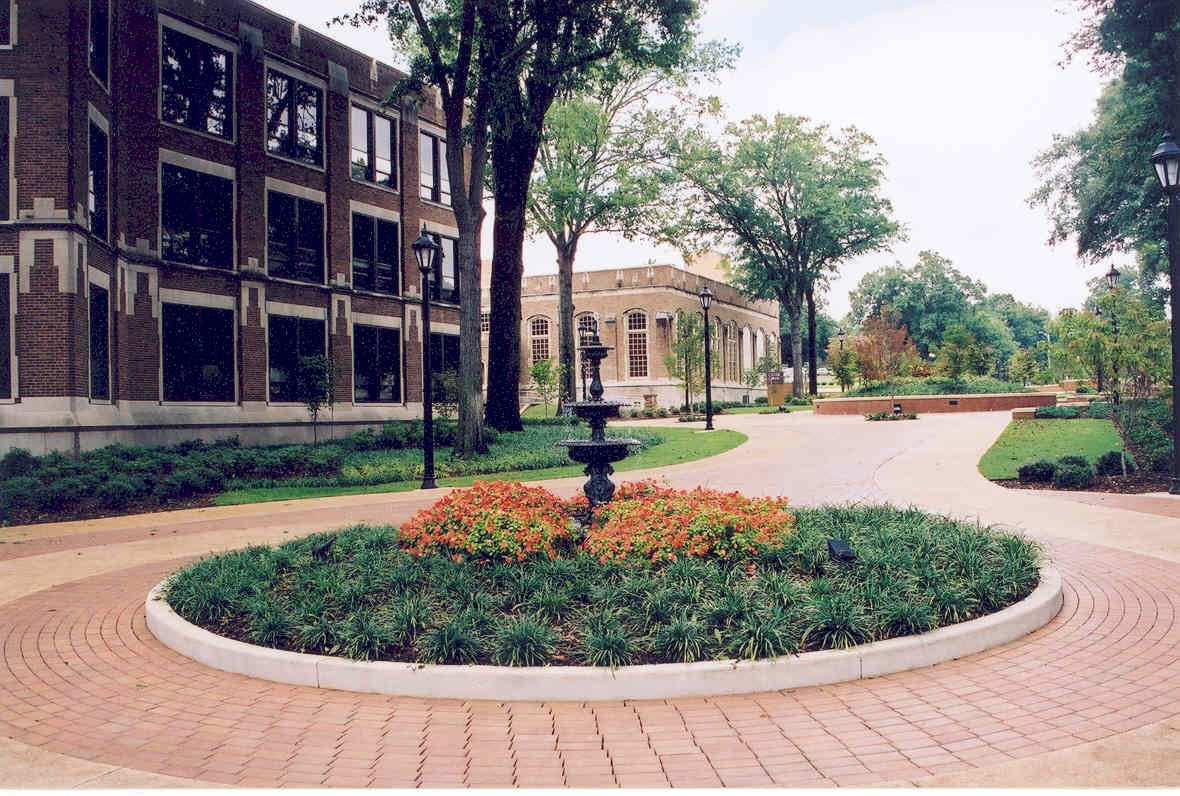
科利爾圖書館 (Collier Library)
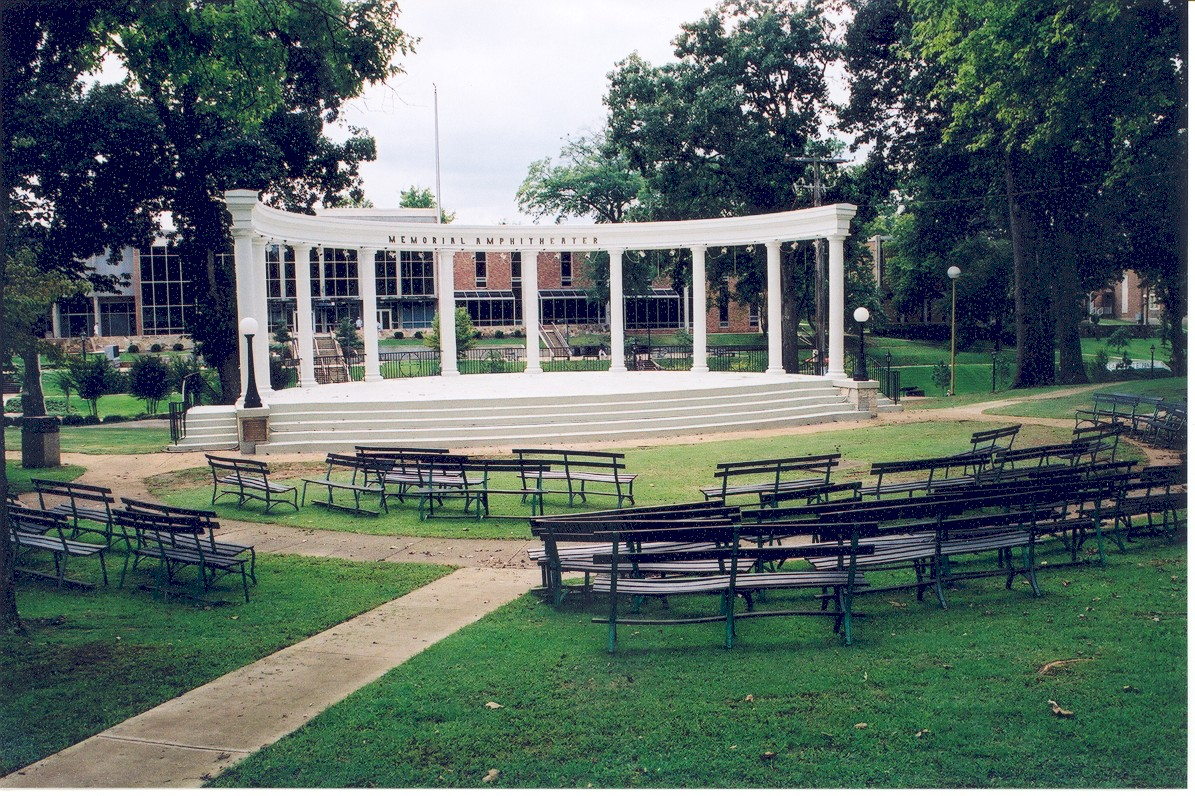
国家荣誉紀念劇場 (The Memorial Amphitheater)
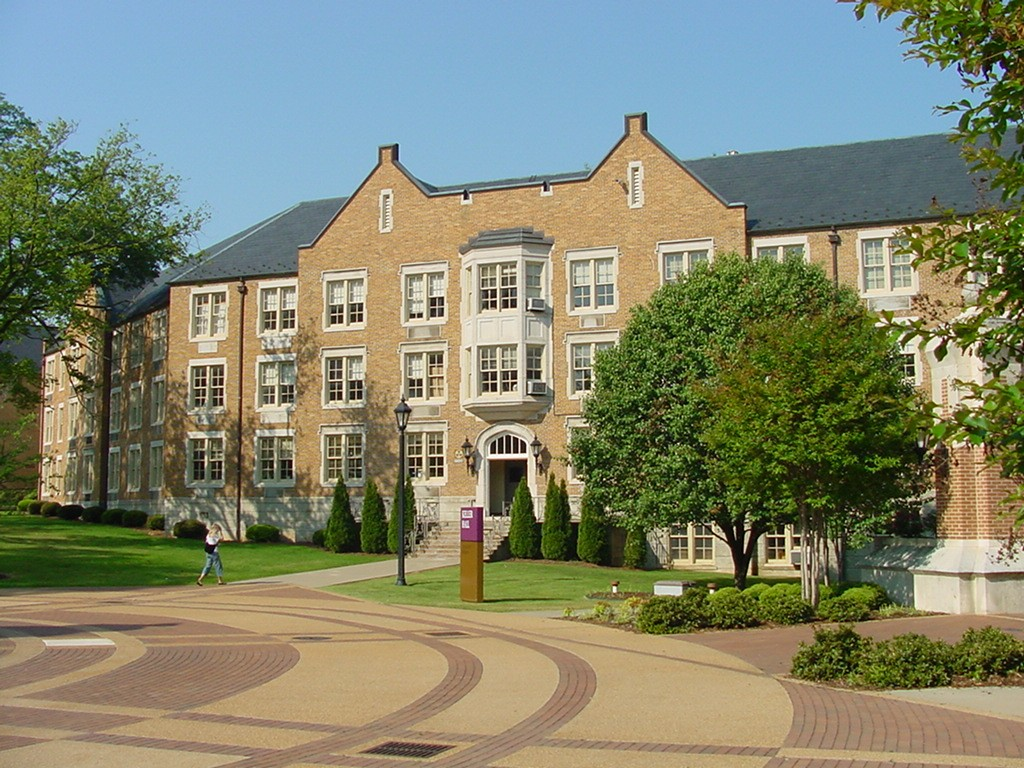
凱勒商学院 (Keller Hall)
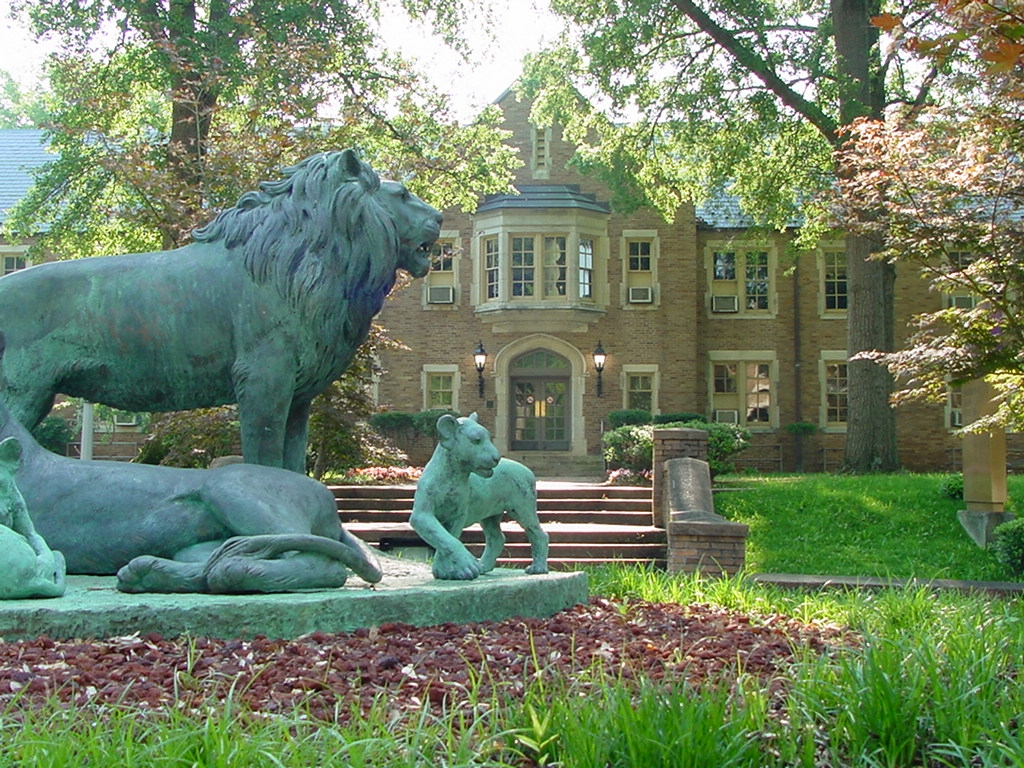
威靈厄姆历史政治学院 (Willingham Hall)
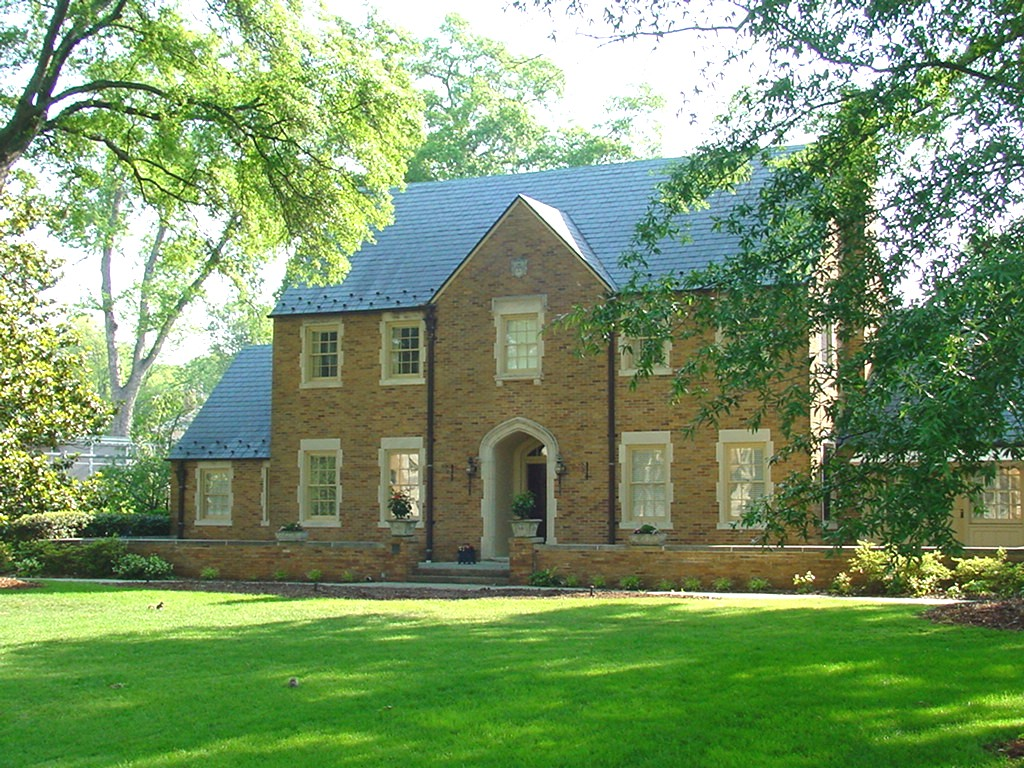
總統之家 (The President's Home)

## 學術

### 院系
UNA校本部腹地廣闊
佔地達5,200公頃 (約近55甲)
校友超越50,000人，遍及全球各地
學校現有12,000多位學生正於校本部就讀
UNA學生來自全美各州及世界40多個國家
大學中共有60多種大學與碩士級專業科系。
附設有商學、藝術科學、教育、醫療護理等學院
是全美研究型大學中一級TOP SCHOOL
US NEWS與CAPLAN評比為全美南方院校排名前30名最值得攻讀的碩士學院。

大學成立近二百年
是阿拉巴馬州第一所獲得學院勳章的大學
建校至今提供高等教育知識課程
其課程均獲阿拉巴馬州政府支持與協助
並於 1957年開始提供研究所課程
其中商學院經由全球最具權威
```
[[國際商管學院促進協會|AACSB 國際商管學院促進協會]
```

美國商學院聯盟 ACBSP 認可
並經SACS美國六大聯盟南方院校委員會審核通過
是美國優良綜合大學之一
UNA EMBA之學位更是美國阿拉巴馬州 CHEA 高等教育評估委員會所認可

### 排名
- 2022年 U.S. News & World Report全美最佳公立大學排名 第9名
- 2020年 U.S. News & World Report全美最佳公立大學排名 第19名
- 2019年 College Consensus 評比全球最佳 Online EMBA #1
- 2017年 美國CEO雜誌全球EMBA遠距課程 第1名
- 2016年 全美最佳州立大學排名 前15名
- 2016年 全球線上EMBA課程排名 第17名
- 2015年 全美最值得攻讀的EMBA排名 第6名
- 美國教育部認可優良大學
- 台灣教育部認可優良大學
- 中國教育部認可優良大學
- Best Colleges 名冊中全美最優良大學之一
- US News & World Report 美國新聞與世界報導：2013年全美等級一級大學(Tier1)
- 南方院校排名 第59名
- ACE 美國教育評審會會員
- BEST BUY 全美消費者雜誌評選為美國大學中最值得攻讀的學院之一
- SACS 美國六大聯盟南方百大名校之一
- CHEA 美國阿拉巴馬州高等教育評估委員會所認可
- AACSB 國際商管學院促進協會認可，全球前500大商學院

## 傑出校友
UNA成就了許多政治、作家及企業管理方面人才，及不計其數的知名企業家與專業人士：
- 第23屆阿拉巴馬州州長 -  David P. Lewis

- 第26屆阿拉巴馬州州長 -  Edward A. O’Neal
- 德州州長 - Mr.Sullivan Ross
- 美國參議員 - Jeremiah Clemens
- 普立茲獎得主 - T. S. Stribling (1933)
- 普立茲獎得主 - Clay Bennett (2002)
- 雷根總統特別助理 - Wendell Wilkie Gunn
- 美國500大企業 HealthSouth Corp. 前總裁 - Jim Bennett
- 可口可樂前副總裁/哥倫比亞影視副總裁 - David L. Kennedy

## 外部連結
- UNA 台灣校部官方網站（页面存档备份，存于）
- UNA 校部網站（页面存档备份，存于）
- UNA Facebook （页面存档备份，存于）
- 田徑運動官方網頁（页面存档备份，存于）